# عبد الرحمن السجلماسي
عبد الرحمن السجلماسي (ت. 1333 هـ / 1914 م) هو متصوف وشاعر، من أهل فاس.
هو عبد الرحمن بن محمد بن عبد الهادي القاسمي الحسني السجلماسي. كان صوفيًا على الطريقة الدرقاوية و كان إماما في «جامع الحجاج» الواقع في «زقاق الحجر» بفاس.